# Bongo Cat
Bongo Сat — нарисованный анимированный белый кот, представленный в качестве интернет-мема и играющий на разных музыкальных инструментах в различных видеороликах с ремиксами, чтобы создать впечатление, будто кот подыгрывает разным песням..

## История
Bongo Сat был создан пользователем Twitter @StrayRogue 6 мая 2018 года, где автор использовал его в своей GIF-анимации. По словам автора, Bongo Сat является «кошачьей каплей» и «на самом деле не кот». В GIF Bongo Сat в быстром темпе бьёт лапами по столу, прося еды.
На следующий день, 7 мая, пользователь @DitzyFlama отредактировал GIF, добавив музыку «Athletik» из игры Super Mario World и барабаны бонго, по которым стучал Bongo Сat. После @DitzyFlama Bongo cat обрёл популярность.
Затем и другие пользователи начали редактировать GIF, добавляя различную музыку и музыкальные инструменты.
@StrayRogue, создатель Bongo Сat, был удивлён популярностью своего персонажа.
«Я никак не ожидал, что это зайдёт так далеко», — сказал StrayRogue, «Я действительно рад видеть все альтернативные версии, которые придумывают люди».
Многие отметили, что Bongo cat так полюбился людям из-за сходства с Keyboard cat.
«В целом, я просто счастлив, что людям это понравилось» — сказал StrayRogue.
После своей популярности StrayRogue производил и продавал товары Bongo Cat. Bongo Cat был сделан на интерактивном сайте bongo.cat.

## Критика
Сайты Polygon и Uproxx назвали Bongo Cat лучшим мемом 2018 года. Эллен Скотт из Metro также охарактеризовала его как «это приносит счастье всем, даже в год пожара мусора, которым был 2018». В то время как The Daily Dot назвала его самым серьёзным и полезным мемом 2018 года. Рид Маккартер из The A.V. Club и Меган Фарохманеш из The Verge похвалили мем, назвав его одним из лучших и хороших мемов. Также Bongo Cat был назван одним из лучших мемов в интернете. Николь Кларк из Vice описала мем как «единственную хорошую вещь в Интернете». Брайан Фельдман из New York Magazine отпраздновал день рождения Bongo Cat, проследив его путь в интернете.